# Marungur
Marungur là một thị xã panchayat của quận Kanniyakumari thuộc bang Tamil Nadu, Ấn Độ.

## Nhân khẩu
Theo điều tra dân số năm 2001 của Ấn Độ, Marungur có dân số 10.096 người. Phái nam chiếm 49% tổng số dân và phái nữ chiếm 51%. Marungur có tỷ lệ 82% biết đọc biết viết, cao hơn tỷ lệ trung bình toàn quốc là 59,5%: tỷ lệ cho phái nam là 85%, và tỷ lệ cho phái nữ là 80%. Tại Marungur, 8% dân số nhỏ hơn 6 tuổi.